# Факундо Буонанотте
Факу́ндо Валенті́н Буонано́тте (ісп. Facundo Valentín Buonanotte, нар. 23 грудня 2004) — аргентинський футболіст, півзахисник англійського клубу «Брайтон енд Гоув Альбіон» і збірної Аргентини.

## Клубна кар'єра

### «Росаріо Сентраль»
Вихованець футбольної академії клубу «Росаріо Сентраль», в якій почав займатися з 10 років. 11 лютого 2022 року дебютував в основному складі «Росаріо Сентраль», вийшовши на заміну в матчі Прімера Дивізіону проти «Арсенала» (Саранді). 13 травня 2022 року в матчі Кубка Аргентини проти «Соль де Майо», виконав переможний 11-метровий удар в серії післяматчевих пенальті. Наступного дня, 14 травня 2022 року, підписав свій перший професіональний контракт. 8 липня 2022 року забив свій перший гол за «Росаріо Сентраль» в матчі Прімера Дивізіону проти «Атлетіко Сарм'єнто». Всього провів за «Росаріо Сентраль» 34 матчі в усіх турнірах і відзначився 4 м'ячами за сезон 2022 року.

### «Брайтон енд Гоув Альбіон»
1 січня 2023 року перейшов в клуб англійської Прем'єр-ліги «Брайтон енд Гоув Альбіон» за 5,3 млн фунтів, ще стільки ж було передбачено у вигляді бонусів. Контракт розрахований до червня 2027 року. 4 лютого 2023 року дебютував за «Брайтон енд Гоув», вийшовши на заміну Таріку Лемпті в матчі Прем'єр-ліги проти «Борнмута». 4 березня в матчі проти «Вест Гем Юнайтед» віддав свою першу гольову передачу Прем'єр-лізі. 26 квітня забив свій перший гол за «Брайтон енд Гоув», відзначившись в матчі Прем'єр-ліги у воротах «Ноттінгем Форест». Всього у сезоні 2022–23 провів за «Брайтон енд Гоу» 14 матчів і забив 1 гол, допомігши команді вперше в історії пробитися в єврокубки.
21 вересня 2023 року дебютував в Лізі Європи УЄФА, вийшовши на заміну Біллі Гілмору в матчі проти грецького клубу АЕК (Афіни). 3 грудня 2023 року відзначився першим голом в сезоні в матчі Прем'єр-ліги у ворота «Челсі». Всього в сезоні провів 36 поєдинків за «Брайтон», в яких забив 4 голи і віддав 1 результативну передачу.

#### Оренда в «Лестер Сіті»
10 серпня 2024 року підписав з «Брайтон енд Гоув Альбіон» новий розширений контракт до червня 2028 року і одразу відправився в оренду в клуб Прем'єр-ліги «Лестер Сіті» до кінця сезону. Дебютував за «Лестер Сіті» 19 серпня в матчі Прем'єр-ліги проти «Тоттенгем Готспур», вийшовши в стартовому складі. 31 серпня в поєдинку Прем'єр-ліги проти «Астон Вілли» забив свій перший гол за «Лестер Сіті». Всього за час оренди провів 36 матчів, відзначившись шістьма мʼячами, а його команда вибула з еліти.

## Кар'єра в збірній
В березні 2022 року дебютував за збірну Аргентини до 20 років. В січні 2023 року брав участь на молодіжному чемпіонаті Південної Америки. На турнірі зіграв лише 1 матч групового етапу проти Парагваю, а аргентинці вибули з турніру, не вийшовши з групи.
3 березня 2023 року вперше викликаний до збірної Аргентини головним тренером Ліонелем Скалоні для участі в товариських матчах проти збірних Панами та Кюрасао. 19 червня 2023 року дебютував за збірну Аргентини, вийшовши в стартовому складі в матчі проти збірної Індонезії.
18 листопада 2023 року дебютував за олімпійську збірну Аргентини в товариському матчі проти збірної Японії.

## Статистика виступів

### Клубна статистика
Станом на 25 травня 2025 
| Клуб                     | Сезон             | Чемпіонат         | Чемпіонат | Чемпіонат | Кубок | Кубок | Кубок ліги | Кубок ліги | Континентальні | Континентальні | Інші  | Інші | Всього | Всього |
| Клуб                     | Сезон             | Дивізіон          | Матчі     | Голи      | Матчі | Голи  | Матчі      | Голи       | Матчі          | Голи           | Матчі | Голи | Матчі  | Голи   |
| ------------------------ | ----------------- | ----------------- | --------- | --------- | ----- | ----- | ---------- | ---------- | -------------- | -------------- | ----- | ---- | ------ | ------ |
| Росаріо Сентраль         | 2022              | Прімера Дивізіон  | 24        | 4         | 2     | 0     | 8          | 0          | —              | —              | —     | —    | 34     | 4      |
| Брайтон енд Гоув Альбіон | 2022–23           | Прем'єр-ліга      | 13        | 1         | 1     | 0     | 0          | 0          | —              | —              | —     | —    | 14     | 1      |
| Брайтон енд Гоув Альбіон | 2023–24           | Прем'єр-ліга      | 27        | 3         | 3     | 1     | 1          | 0          | 5              | 0              | —     | —    | 36     | 4      |
| Брайтон енд Гоув Альбіон | Всього            | Всього            | 40        | 4         | 4     | 1     | 1          | 0          | 5              | 0              | 0     | 0    | 50     | 5      |
| → Лестер Сіті            | 2024–25           | Прем'єр-ліга      | 31        | 5         | 2     | 1     | 2          | 0          | —              | —              | —     | —    | 35     | 6      |
| Всього за кар'єру        | Всього за кар'єру | Всього за кар'єру | 95        | 13        | 8     | 2     | 11         | 0          | 5              | 0              | 0     | 0    | 119    | 15     |

1. ↑  Матчі в Лізі Європи УЄФА

### Міжнародна статистика
Станом на 23 березня 2024
| Збірна            | Сезон             | Товариські | Товариські | Офіційні | Офіційні | Всього | Всього |
| Збірна            | Сезон             | Матчі      | Голи       | Матчі    | Голи     | Матчі  | Голи   |
| ----------------- | ----------------- | ---------- | ---------- | -------- | -------- | ------ | ------ |
| Аргентина         |                   |            |            |          |          |        |        |
| 2023              | 1                 | 0          | 0          | 0        | 1        | 0      |        |
| 2024              | 1                 | 0          | 0          | 0        | 1        | 0      |        |
| Всього за кар'єру | Всього за кар'єру | 2          | 0          | 0        | 0        | 2      | 0      |

### Матчі за збірну
Станом на 23 березня 2024
| Матчі Факундо Буонанотте за збірну Аргентини | Матчі Факундо Буонанотте за збірну Аргентини | Матчі Факундо Буонанотте за збірну Аргентини | Матчі Факундо Буонанотте за збірну Аргентини | Матчі Факундо Буонанотте за збірну Аргентини | Матчі Факундо Буонанотте за збірну Аргентини | Матчі Факундо Буонанотте за збірну Аргентини | Матчі Факундо Буонанотте за збірну Аргентини |
| №                                            | Дата                                         | Суперник                                     | Рахунок                                      | Голи                                         | Картки                                       | Хвилини                                      | Змагання                                     |
| -------------------------------------------- | -------------------------------------------- | -------------------------------------------- | -------------------------------------------- | -------------------------------------------- | -------------------------------------------- | -------------------------------------------- | -------------------------------------------- |
| 1                                            | 19 червня 2023                               | Індонезія                                    | 2–0                                          |                                              |                                              | 74'                                          | Товариський матч                             |
| 2                                            | 23 березня 2024                              | Сальвадор                                    | 3–0                                          |                                              |                                              | 25'                                          | Товариський матч                             |

Всього: 2 матчі / 0 голів; 2 перемоги, 0 нічиїх, 0 поразок.